# مجد فضة
مجد فضة  (ولد 13 ديسمبر 1986 م) ممثل سوري، عمُّه الممثل أسعد فضة[بحاجة لمصدر].

## حياته ومشواره المهني
وُلد مجد بن غسان فضة في محافظة اللاذقية في سوريا، تخرج من المعهد العالي للفنون المسرحية في دمشق قسم التمثيل عام 2005، بمشروعي تخرج (مذكرات رجل نعرفه جدا) إخراج غسان مسعود، و(حلم ليلة صيف) إخراج فايز قزق. 
بدأ حياته الفنية بعد التخرج عام 2006 في فيلم سينمائي (الهوية) إخراج غسان شميط، ثم بعض الأدوار الثانوية في بعض الأعمال الفنية التلفازية التي كان أولها دوره في مسلسل وشاء الهوى.

## أعماله

### في السينما
- (2007): الهوية
- (2009): خلف الأسوار
- (2015): الرابعة بتوقيت الفردوس.[3]
- (2016): نص نعل
- (2016): فانية وتتبدد
- (2016): رد القضاء
- (2018): ليليت السورية

### في التلفزة
- (2006): وشاء الهوى
- (2007): خالد بن الوليد ج2
- (2008): رياح الخماسين
- (2008): قمر بني هاشم
- (2009): زمن العار
- (2009): موعود
- (2009): آخر أيام الحب
- (2010): الهروب
- (2010): رايات الحق
- (2010): ذاكرة الجسد
- (2010): أبواب الغيم
- (2012): المصابيح الزرق
- (2012): عمر
- (2013): حائرات
- (2015): وجوه وأماكن- وقت مستقطع
- (2018): فوضى
- (2018): وحدن
- (2023): الزند
- (2025): تحت سابع أرض

### في المسرح
- (2008): تلاميذ الخوف
- (2013): العودة إلى البيت
- (2014): من أجل نعم من أجل لا
- (2016): النافذة [4]
- (2017): عرض البحر
- (2018): مدينة ديونيسوس
- (2019): ميلانكوليا

### في التلسين (الدبلجة)
- (2009): ميرنا وخليل، مسلسل تركي
- (2008): نور، مسلسل تركي

## روابط خارجية
- مجد فضة على موقع قاعدة بيانات الأفلام العربية